# Aleksej Fëdorovič Orlov
Aleksej Fëdorovič Orlov (Mosca, 30 ottobre 1786 – San Pietroburgo, 2 giugno 1862) è stato un politico e generale russo.

## Biografia
Figlio naturale del conte Fëdor Grigor'evič Orlov, figlio del patriarca della famiglia Grigorij Ivanovič, nacque a Mosca sul finire del Settecento e prese parte a tutte le Guerre napoleoniche dal 1805 alla presa di Parigi nelle file dell'esercito imperiale russo. Per il suo meritorio servizio come comandante del reggimento di cavalleria della guardia personale dello zar in occasione della ribellione dei decabristi nel 1825, venne creato conte e con la guerra russo-turca del 1828-29 venne promosso al rango di tenente generale.
Dopo la guerra russo-turca ebbe inizio la sua carriera come diplomatico: Orlov divenne plenipotenziario russo al Trattato di Adrianopoli e nel 1833 venne nominato ambasciatore a Costantinopoli, detenendo nel medesimo tempo anche l'incarico di comandante in capo della flotta del Mar Nero. Divenuto uno degli agenti più fidati dello zar Nicola I, accompagnò il sovrano nel suo tour all'estero nel 1837. Dal 1844 al 1856 fu a capo della famigerata Terza sezione, il corpo di polizia segreta dell'Impero russo.
Nel 1854 venne inviato a Vienna con l'intento di spingere l'Austria a non intervenire nella guerra di Crimea, ma l'operazione non ebbe i successi sperati. Nel 1856 fu uno dei ministri che conclusero la Pace di Parigi. In quello stesso anno venne elevato alla dignità di  principe e venne nominato presidente del Consiglio di Stato russo nonché del Consiglio dei Ministri. Nel 1857, durante l'assenza dell'imperatore, presiedette ad una commissione formata per considerare la questione relativa all'emancipazione della servitù della gleba, alla quale ad ogni modo si dimostrò sempre piuttosto ostile.

## Matrimonio
Sposò, il 14 maggio 1826, la contessa Ol'ga Aleksandrovna Žerebšova (1807-1880), figlia del generale Aleksandr Aleksandrovič Žerebšov. Il matrimonio ebbe luogo a San Pietroburgo in presenza di tutta la corte. La coppia ebbe due figli:
- Nikolaj Alekseevič (1827-1885)
- Anna Alekseevna (24 novembre 1828-8 gennaio 1829)